# Sátori Imre
Sátori Imre, Schweretz (Budapest, 1937. március 7. – Budapest, 2010. november 30.) magyar olimpiai bronzérmes labdarúgó.

## Pályafutása

### Játékosként
1958-ig a Csepel Autó, a Gamma, a Budafoki MTE játékosa volt. 1958 és 1961, majd 1963 és 1967 között a Csepel SC-nél szerepelt és lett bajnok 1959-ben. 1967 és 1970 között az Egyetértés labdarúgója volt. Összesen 134 bajnoki mérkőzésen 22 gólt szerzett.

### A válogatottban
1960-ban 5 alkalommal szerepelt a római olimpián bronzérmet szerzett csapatban.

## Sikerei, díjai
- Magyar bajnokság
  - bajnok: 1958-59
- Olimpiai játékok
  - bronzérmes: 1960, Róma
- 2000 ben XX.Kerület/Pesterzsébet díszpolgárrá választották.

## Statisztika

### Mérkőzései a válogatottban
| Magyarország | Magyarország        | Magyarország   | Magyarország | Magyarország | Magyarország | Magyarország        | Magyarország | Magyarország |
| #            | Dátum               | Helyszín       | Hazai        | Eredmény     | Vendég       | Kiírás              | Gólok        | Esemény      |
| ------------ | ------------------- | -------------- | ------------ | ------------ | ------------ | ------------------- | ------------ | ------------ |
|              | 1960. augusztus 26. | L’Aquila (ITA) | Magyarország | 2 – 1        | India        | olimpiai D csoport  | -            |              |
|              | 1960. szeptember 9. | Róma           | Olaszország  | 1 – 2        | Magyarország | olimpiai 3. helyért | -            |              |
|              | Összesen            |                |              | 0            | mérkőzés     |                     | 0            | gól          |